# همکاران واریان
همکاران واریان (به انگلیسی: Varian Associates) یکی از نخستین شرکت‌های های تک در دره سیلیکون بود. این شرکت در سال ۱۹۴۸ میلادی توسط راسل اچ، سیگارد اف واریان، ویلیام وبستر هانسن و ادوارد گینزتون به منظور تولید کلیسترون (Klystron) (یک نوع لامپ خلأ با شتاب‌دهنده خطی) در سن کارلوس کالیفرنیا با سرمایه اولیه ۲۲۰۰۰ دلار بنیانگذاری شد. اولین لامپی که قادر بود امواج الکترومغناطیسی را در فرکانس‌های مایکروویو تولید کند. شرکت همکاران واریان در سال ۱۹۹۹ به سه قسمت تقسیم شد.